# Stein (piwo)
Stein – marka słowackiego piwa oraz browar, działający w przeszłości w Bratysławie, w dzielnicy Nowe Miasto.
Został założony w 1873 przez Alexandra Steina w ówczesnym węgierskim Pozsony. Piwo stało się wkrótce popularne zarówno w Austro-Węgrzech, jak i w Niemczech i Szwajcarii. Już w roku założenia dostało nagrodę w Wiedniu, w 1878 na Wystawie Światowej w Paryżu, rok później w Székesfehérvár, a w 1888 w Brukseli. W budowaniu popularności marki swój udział miała też restauracja, uruchomiona bezpośrednio przy browarze.
Następcy Alexandra, Hugo i Emil Stein, prowadzili działalność także w Czechosłowacji. Dopiero II wojna światowa wstrzymała produkcję piwa (w wyniku alianckiego nalotu w kwietniu 1945 zabudowania browaru zostały uszkodzone), ale powrócono do niej po zakończeniu działań wojennych, już w odmiennych warunkach politycznych.
W 1948 browar znacjonalizowano i przekształcono w Západoslovenské pivovary, n.p. Bratislava - początkowo w jej skład wchodził m.in. browar w Nitrze, w Hlohovcu, Meštianský pivovar w Bratysławie i 18 magazynów. Do oryginalnej nazwy powrócono po upadku komunizmu. W 1995 przekształcony w spółkę S.t.e.i.n. a.s., później był prywatną spółką akcyjną, a obecnie piwo Stein produkuje browar Steiger (za produkcję odpowiada grupa piwowarska PMS Přerov) z siedzibą w miejscowości Vyhne. Koniec produkcji piwa w Bratysławie nastąpił w roku 2007 (w ostatnich latach istnienia browar ratował się przed spadkiem zysków wytwarzaniem tanich piw dla sieci super- i hipermarketów).

## Produkty
- Piwa:
  - Stein svetlé konzumné  (piwo jasne, 8% ekstraktu, 3,0% obj. alkoholu)
  - Stein výčapné svetlé (piwo jasne, 10% ekstraktu, 4,1% obj. alkoholu)
  - Stein ležak svetlý (piwo jasne typu ale, 12% ekstraktu, 5,0% obj. alkoholu)
  - Grošák Horden výčapné svetlé (piwo jasne typu ale, 8% ekstraktu, 3,0% obj. alkoholu)
  - Starosladnícke - ležak svetlý (piwo jasne, 11% ekstraktu, 4,5% obj. alkoholu, tylko w kegach)
- Bezalkoholowe:
  - Steinkola